# مصطفى بن عمرو
مصطفى بن عمرو سياسي جزائري، شغل منصب وزير التجارة بحكومة الإبراهيمي الأولى.